# Episodi di Outlander (terza stagione)
La terza stagione della serie televisiva Outlander, composta da 13 episodi, è stata trasmessa sul canale statunitense Starz dal 10 settembre al 10 dicembre 2017.
In Italia, la stagione è andata in onda sul canale satellitare Fox Life dal 29 settembre al 22 dicembre 2017.
Il cast principale di questa stagione è formato da: Caitríona Balfe, Sam Heughan, Tobias Menzies, Duncan Lacroix, Laura Donnelly, Steven Cree, Andrew Gower, Grant O'Rourke, Sophie Skelton, David Berry, Richard Rankin, John Bell, César Domboy, Lauren Lyle, Nell Hudson, Bill Paterson, Richard Dillane, Lotte Verbeek.
| nº | Titolo originale  | Titolo italiano                       | Prima TV USA      | Prima TV Italia   |
| -- | ----------------- | ------------------------------------- | ----------------- | ----------------- |
| 1  | The Battle Joined | La battaglia e gli amori degli uomini | 10 settembre 2017 | 29 settembre 2017 |
| 2  | Surrender         | Lallybroch                            | 17 settembre 2017 | 6 ottobre 2017    |
| 3  | All Debts Paid    | Io che sono prigioniero tuo           | 24 settembre 2017 | 13 ottobre 2017   |
| 4  | Of Lost Things    | Delle cose perdute                    | 1º ottobre 2017   | 20 ottobre 2017   |
| 5  | Freedom & Whisky  | Libertà e whisky                      | 8 ottobre 2017    | 27 ottobre 2017   |
| 6  | A. Malcolm        | A. Malcolm                            | 22 ottobre 2017   | 3 novembre 2017   |
| 7  | Crème de Menthe   | Crème de Menthe                       | 29 ottobre 2017   | 10 novembre 2017  |
| 8  | First Wife        | La prima moglie                       | 5 novembre 2017   | 17 novembre 2017  |
| 9  | The Doldrums      | Calma piatta                          | 12 novembre 2017  | 24 novembre 2017  |
| 10 | Heaven and Earth  | Cielo e terra                         | 19 novembre 2017  | 1º dicembre 2017  |
| 11 | Uncharted         | Straniera in terra straniera          | 26 novembre 2017  | 8 dicembre 2017   |
| 12 | The Bakra         | La Bakra                              | 3 dicembre 2017   | 15 dicembre 2017  |
| 13 | Eye of the Storm  | Nel cuore della tempesta              | 10 dicembre 2017  | 22 dicembre 2017  |

## La battaglia e gli amori degli uomini
- Titolo originale: The Battle Joined
- Diretto da: Brendan Maher
- Scritto da: Ronald D. Moore

### Trama
Nel 1948, Claire incinta si trasferisce a Boston con Frank. Il loro rapporto è teso e lei combatte per adattarsi alla sua nuova vita come casalinga. Tuttavia, la nascita di Brianna, figlia di Claire e Jamie, dà la possibilità ai Randall di ricominciare una vita insieme. Nel 1746, Jamie e Rupert sono sopravvissuti alla battaglia di Culloden, ma le ferite di Jamie sono molto gravi. I due vengono ben presto scovati dalle giubbe rosse e Rupert viene giustiziato. Jamie non desidera altro che affrontare la propria morte, ma viene riconosciuto da Lord Melton: Harold Grey, il fratello maggiore di John William Grey, il ragazzo a cui Jamie aveva risparmiato la vita prima della battaglia di Prestonpans. Guidato dall'onore, Melton fa segretamente scortare Jamie a Lallybroch, aspettandosi che muoia per la strada, ma l'uomo riesce a fare ritorno a casa ancora vivo e viene accolto da Jenny e Ian.
- Durata: 54 minuti
- Guest star: Julian Wadham (Lord Generale George Murray), Gerard Horan (Quartiermastro John O'Sullivan), Jim Sweeney (Andrew MacDonald), Sam Hoare (Harold "Hal" Grey, Conte di Melton), Oliver Tilney (Tenente Wallace), Colin Stinton (Dean Jackson), Kimberley Nixon (Millie Nelson), Roger Ringrose (Dottor Thorne), Rory Barraclough (Frederick MacBean), John Mclarnon (Primo navigatore), Garry Summers (Anestesista), Ryan Ralph Gerrard (Giles McMartin), Joanna Harte (Infermiera), Greg Esplin (Hamish).
- Ascolti USA: telespettatori 1 493 000 – rating 18-49 anni 0,31%[4]

## Lallybroch
Questo episodio non è da confondere con quello omonimo della prima stagione.
- Titolo originale: Surrender
- Diretto da: Jennifer Getzinger
- Scritto da: Anne Kenney

### Trama
Nel 1752, sono trascorsi sei anni dalla scomparsa di Claire, che Jamie ha raccontato solo essere morta ai suoi familiari senza altre spiegazioni, e il ragazzo conduce ormai una vita solitaria e trasandata nascondendosi nei boschi intorno a Lallybroch per sfuggire alle Giubbe rosse; queste perseguitano regolarmente la famiglia di Ian e Jenny, che intanto aspetta un altro bambino, convinti che la coppia aiuti di nascosto il fuggitivo, ora conosciuto come il "Berretto Bigio", arrestando molto spesso Ian.
Nel frattempo nel presente 1949 una Claire diventata da poco mamma cerca di entrare al meglio nel suo nuovo ruolo di casalinga moglie e madre, tentando inizialmente anche di recuperare l'intimità con Frank, il quale si rende ben presto conto però di come lei pensi ancora al giovane scozzese anche in quei momenti, cosa che guasterà ancor più definitivamente il rapporto tra i due, tanto da dormire in letti separati.
Nel passato, quando il piccolo Fergus perde la mano per colpa delle Giubbe rosse, Jamie capisce di star mettendo tutta la sua famiglia in pericolo nascondendosi e decide così di attuare un piano con il quale farli apparire fedeli alla Corona una volta per tutte: mettere in scena il loro tradimento nei suoi confronti. Prima di farsi arrestare comunque Jamie avrà un momento di intimità con la nuova governante dei Murray: Mary, una giovane donna, anch'essa rimasta sola e sofferente a lungo. Il piano va a buon fine e Jenny in lacrime riceve la ricompensa da parte dei soldati inglesi mentre Jamie viene portato via.
Con Brianna ancora piccola Claire capisce di non sentirsi completa, che le manca qualcosa nella sua vita che vada oltre all'amore o alla famiglia: vuole sentirsi parte di qualcosa di più grande. È così che si iscrive al primo anno di Medicina, dove tuttavia può scorgere un clima di completa ostilità nei suoi confronti in quanto donna, l'unica del corso tra l'altro, fin dalla prima lezione del primo giorno; poco dopo essersi seduta in disparte arriva in aula un signore di colore, "il negro" come lo definisce il professore, che le si siede accanto serenamente, e i due stringono immediatamente amicizia probabilmente spinti da una reciproca solidarietà essendo entrambi vittime di pregiudizi e completa esclusione da parte di tutta la classe.
- Durata: 55 minuti
- Guest star: Romann Berrux (Fergus Fraser), Wil Johnson (Joe Abernathy), Kimberley Nixon (Millie Nelson), Geoff McGivern (Dottor Simms), Emma Campbell-Jones (Mary MacNab), Rufus Wright (Capitano Lewis), Will Richards (Soldato semplice Jenkins), Ryan Fletcher (Caporale MacGregor), Rhys Lambert (Jamie Fraser Murray), Stuart Campbell (Rabbie MacNab), Martin Delaney (Jerry Nelson).
- Ascolti USA: telespettatori 1 403 000 – rating 18-49 anni 0,3%[5]

## Io che sono prigioniero tuo
- Titolo originale: All Debts Paid
- Diretto da: Brendan Maher
- Scritto da: Matthew B. Roberts

### Trama
La vita di Claire procede nel grigiume di Boston e di un matrimonio ormai finito, che rimane intatto solo per una questione di facciata e per amore della piccola Bree, della quale in questo episodio viene mostrata la crescita, dagli 8 ai 18 anni, periodo durante il quale Claire si laureerà finalmente in medicina e diventerà col tempo una stimata chirurga.
Nel frattempo sono passati quasi 10 anni dalla Battaglia di Culloden e Jamie, ormai tenuto alla prigione di Ardsmuir, gode di una posizione di rispetto tra gli altri prigionieri, fa loro da portavoce verso gli inglesi; questa routine viene interrotta dall'arrivo di un nuovo ufficiale: Lord John Grey. Si tratta dello stesso giovane salvato anni prima da Jamie e il cui fratello maggiore risparmiò la vita dello scozzese poco dopo Culloden. Inizialmente Grey pensa di non essere stato riconosciuto da Jamie, il quale in realtà sta solo fingendo. Dopo degli iniziali scontri i due sembreranno andare d'accordo, fino a quando Jamie capisce che l'ufficiale prova qualcosa di più nei suoi confronti e lo allontana. Nonostante questo rifiuto, quando la prigione viene chiusa e gli scozzesi catturati vengono mandati nelle Colonie per commutare la loro prigionia in libertà attraverso il lavoro nelle Nuove Terre, Lord Grey si interessa personalmente di trovare un'occupazione a Jamie, che essendo un traditore dichiarato non può ottenere la libertà come gli altri prigionieri: andrà a lavorare come servitore di un certo Lord Dunsany alla tenuta Helwater. Jamie è così costretto a separarsi nuovamente da Murtagh, con il quale si era ricongiunto in prigione e che aveva aiutato a guarire da una brutta influenza, ottenendo le sue cure mediche in cambio di un lavoro da interprete per gli inglesi: è così che il giovane si ritrova a parlare con un anziano moribondo, che straparla di una certa "Strega Bianca" che un giorno lo verrà a cercare, riportando inevitabilmente alla sua mente il doloroso ricordo di Claire.
Successivamente, mentre Jamie viene condotto via dalla prigione verso questa sua nuova residenza, nel presente poco dopo il diploma di Brianna, Claire e Frank litigano animatamente a causa del desiderio dell'uomo di divorziare e sposare quella che da anni è la sua amante; inoltre Frank è intenzionato a chiedere alla figlia di seguirlo in Inghilterra e frequentare lì l'università, convinto di una risposta positiva della ragazza, soprattutto dal momento che attraverso la sua nuova occupazione Claire ha molto trascurato il suo ruolo di madre negli ultimi anni. Tuttavia poco dopo mentre Claire si trova in ospedale, al lavoro, riceve una tragica notizia: Frank ha avuto un brutto incidente e non ce l'ha fatta. Claire dice addio a Frank nell'obitorio, definendolo il suo primo grande amore ed ammettendo ad alta voce quello che da anni non era più riuscita a dire: "Ti ho veramente amato".
- Durata: 58 minuti
- Guest star: Wil Johnson (Joe Abernathy), Keith Fleming (Lesley), James Allenby-Kirk (Hayes), Jay Villiers (Colonnello Harry Quarry), Martin Docherty (Mackay), Murray McArthur (Duncan Kerr), Sarah MacRae (Sandy), Shane Quigley Murphy (Patrick), Neil Ashton (Caporale Brame), Gemma Fray (Brianna Randall a otto anni).
- Ascolti USA: telespettatori 1 553 000 – rating 18-49 anni 0,3%[6]

## Delle cose perdute
- Titolo originale: Of Lost Things
- Diretto da: Brendan Maher
- Scritto da: Toni Graphia

### Trama
Nel 1968 Claire, con l'aiuto di Roger e Bree, si è messa alla ricerca di informazioni su Jamie, che avevano scoperto essersi salvato dopo la Battaglia di Culloden. Purtroppo però le documentazioni presenti in Scozia riguardanti gli anni successivi alla chiusura della prigione di Ardsmuir sono veramente scarne e poco dettagliate. Roger comunque arriva ad una conclusione importante: il tempo nelle due epoche scorre contemporaneamente, se da una parte passano tot anni, così accade dall'altra.
Jamie invece nel 1756, ha iniziato il suo nuovo lavoro di stalliere presso i Dunsany e si fa chiamare Alexander MacKenzie; presto incontra il suo nuovo padrone, il quale gli rivela di sapere la sua vera identità, ma che questa non andrà svelata a nessun altro, in quanto Lady Dunsany è decisamente ostile ai giacobiti, a causa della perdita di un figlio durante la passata rivolta. Lord Dunsany è abbastanza benvolente verso Jamie, il quale continua a svolgere le sue mansioni in tutta tranquillità. Egli inoltre fa anche la conoscenza delle due figlie del padrone, Isobel e Geneva, quest'ultima è particolarmente conosciuta tra la servitù per il suo carattere dispotico e viziato; mentre la prima Jamie scopre ben presto essere una vecchia amica di John Grey, e forse anche innamorata.
Durante la permanenza di Jamie ad Helwater, Geneva viene promessa in sposa ad un uomo vecchio e nobile per un matrimonio di interesse, tuttavia la ragazza è molto infelice della scelta fatta dalla famiglia per lei e decide di voler perdere la verginità con qualcuno scelto da lei stessa e che le piaccia e non con quell'uomo che la disgusta; è così che colpita da Jamie troverà il modo di ricattarlo pur di convincerlo a trascorrere la notte con lei: lo minaccia infatti di svelare la sua vera identità di prigioniero o peggio di mettere in pericolo la sua famiglia. Jamie quindi accetta e i due passeranno assieme una notte poco prima delle nozze di Geneva, la quale alla fine si rivela essere solo una ragazza ingenua e sola. Tuttavia da questa notte Geneva rimarrà incinta e per quanto formalmente tutti fingano lei aspetti un bambino dal neo-marito, in tanti compreso questi sanno che le cose non stanno così. La situazione sembra precipitare quando dopo il parto, Geneva muore e il marito accecato dalla rabbia vuole fare del male al neonato. Jamie interviene e salva il bambino, uccidendo il nobile. La famiglia Dunsany, di cui solo Isobel conosce la verità sulla paternità del bambino, comunque è molto grata allo scozzese per le sue gesta e lo ricompensa offrendogli la libertà. Inizialmente però Jamie decide di restare al loro servizio, in quanto desidera nel profondo restare in qualche modo accanto a quello che sa essere suo figlio.
Passano gli anni e nel 1764 il piccolo Willie, così è stato chiamato il bambino, è cresciuto e passa molto tempo con Jamie, il quale gli insegna a cavalcare ed altro. I due sono profondamente affezionati, ma purtroppo le loro somiglianze fisiche iniziano davvero a farsi troppo evidenti esteriormente e le maldicenze sono dietro l'angolo. Jamie deve quindi decidere di andarsene definitivamente, anche per il bene stesso del bambino e la sua reputazione.
Nel presente Roger e Bree si avvicinano sempre di più fino a quando quest'ultima non lo bacia. Purtroppo però vista l'assenza di risultati nelle ricerche di Jamie, Claire decide di gettare la spugna e di tornare a casa a Boston, così le due donne si mettono in viaggio e Brianna e Roger si devono tristemente separare. In seguito Claire e Bree si imbarcano sull'aereo per Boston.
Mentre Jamie dopo aver salutato Willie e avergli spiegato che se ne deve andare chiede al suo ormai amico Grey di occuparsi di lui al posto suo, Jamie è anche disposto ad andare a letto con John, pur che il Lord si occupi del figlio. John tuttavia, si dimostra ancora una volta una brava persona, e si dichiara pronto a occuparsene al posto di Jamie disinteressatamente, inoltre gli annuncia di star per sposare Lady Isobel, quindi starà ancora più facilmente vicino al bambino. I due si scambiano una promessa di amicizia eterna e poco dopo Jamie, rassicurato anche da Isobel stessa, si mette in viaggio, con il cuore spezzato e il piccolo Willie che cerca di rincorrerlo. Jamie ha perso per la terza volta un figlio a cui non potrà fare da padre.
- Durata: 59 minuti
- Guest star: Wil Johnson (Joe Abernathy), Sam Hoare (Harold "Hal" Grey, Conte di Melton), Hannah James (Lady Geneva Dunsany), Tanya Reynolds (Lady Isobel Dunsany), Rupert Vansittart (Lord William Dunsany), Beth Goddard (Lady Louisa Dunsany), James Cameron Stewart (Lord Ellesmere), Clark Butler (Willie), Fiona Francis (Lady Grozier), Greg Powrie (Burton), Richard Addison (Sig. Evans), Ali Craig (Dorsey), Laverne Edmonds (Domestica), Iona Claire (Fiona Graham), Una McDade (Archivista), Rachel Jackson (Cliente abituale del bar).
- Ascolti USA: telespettatori 1 588 000 – rating 18-49 anni 0,3%[7]

## Libertà e whisky
- Titolo originale: Freedom & Whisky
- Diretto da: Brendan Maher
- Scritto da: Toni Graphia

### Trama
1968. Claire e Bree sono tornate alla loro vita di tutti i giorni a Boston, ma è difficile per loro reinserirsi nel contesto quotidiano precedente al loro ultimo viaggio in Scozia, soprattutto per la giovane che inizia ad avere problemi anche all'università. I mesi passano e la tensione tra madre e figlia per le decisioni di quest'ultima riguardo alla possibilità di abbandonare temporaneamente gli studi aumenta.
Ormai vicino il Natale, Roger decide di fare una sorpresa a Bree, che gli manca molto, e di presentarsi inaspettatamente alla porta dei Randall a Boston. Il suo arrivo aiuta in parte  a smorzare la tensione tra madre e figlia e soprattutto permette a Bree di avere accanto qualcuno che capisca quanto le è successo l'estate appena passata. Tuttavia Roger è venuto anche per comunicare alcune notizie a Claire: egli ha trovato delle documentazioni che attestano la presenza di Jamie come tipografo ad Edimburgo nel 1765, appena un anno prima seguendo il calendario parallelo delle due epoche. Infatti la differenza tra le due epoche è costante: 202 anni.
Inizialmente Claire non è molto felice di aver ricevuto queste informazioni e sembra quasi prendersela con Roger stesso, perché tutto questo potrebbe portarla a dover scegliere tra il partire alla ricerca di Jamie e restare con Brianna senza doverla abbandonare forse per sempre.
Tuttavia poco tempo dopo Claire decide di raccontare tutto alla figlia, la quale la spinge a tornare indietro nel tempo per ritrovare Jamie, perché a detta sua lo ha dovuto abbandonare proprio quando la aspettava per metterla al sicuro e quindi ora Bree ritiene giusto ricambiare in qualche modo quest'azione.
E così nelle settimane successive Roger e Bree la aiutano a prepararsi al meglio per questo nuovo viaggio nel passato, stavolta informandola meglio sia a livello di nozioni sull'epoca, sia recuperando dai mercatini di antiquariato delle monete di quell'epoca e così via.
Una volta finiti i preparativi, Claire saluta i due ragazzi, che, rimasti finalmente soli, possono avere qualche momento per la loro nascente storia d'amore, e parte alla volta della Scozia.
Claire arriva nella Edimburgo del 1766, e trovata la tipografia in questione vi entra e trova Jamie, il quale quando la vede, sviene, completamente sopraffatto dall'emozione.
- Durata: 54 minuti
- Guest star: Wil Johnson (Joe Abernathy), Sarah MacRae (Sandy), Zach McCullough (Garzone), William Meredith (Anestesista), Mitchell Mullen (Decano Tramble), Jessica Preddy (Infermiera), Douglas Reith (Professor Brown), Justin Skelton (Tassista).
- Ascolti USA: telespettatori 1 597 000 – rating 18-49 anni 0,3%[8]

## A. Malcolm
- Titolo originale: A. Malcolm
- Diretto da: Norma Bailey
- Scritto da: Matthew B. Roberts

### Trama
Dopo lo svenimento per aver rivisto Claire dopo tutti questi anni, Jamie si riprende e si rende conto che è tutto vero. Le cose sono sicuramente cambiate per quanto riguarda lo stile di vita e tanto altro, ma non il sentimento tra i due protagonisti, che ben presto possono passare del tempo da soli e raccontarsi tante cose oltre a fare di nuovo l'amore dopo tanto tempo.
Claire inoltre rivede il giovane Fergus ormai cresciuto e conosce suo nipote Ian, figlio di Jenny. Tuttavia la mattina seguente quando Jamie deve uscire Claire rimane da sola nel bordello dove avevano trascorso la notte, perché Jamie vi ha una stanza, e rientrando in camera dopo essere andata a fare colazione, trova uno sconosciuto che sta cercando qualcosa e che la minaccia e la aggredisce.
- Durata: 74 minuti
- Guest star: Keith Fleming (Lesley), James Allenby-Kirk (Hayes), Gary Young (Mr. Willoughby), Cyrielle Debreuil (Madame Jeanne), Lorn Macdonald (Geordie), Ian Conningham (Barton), Paul Brightwell (Sir Percival Turner), Shannon Swan (Senga), Jane MacFarlane (Pauline), Keira Lucchesi (Dorcas), Kirsty Strain (Peggy), Kimberly Sinclair (Molly).
- Ascolti USA: telespettatori 1 716 000 – rating 18-49 anni 0,4%[9]

## Crème de Menthe
- Titolo originale: Crème de Menthe
- Diretto da: Norma Bailey
- Scritto da: Karen Campbell

### Trama
L'uomo che ha aggredito Claire lavora per Sir Percival e cerca prove dell'estensione di zona dei traffici di contrabbando di cui si occupa Jamie. Durante la colluttazione l'uomo cade a terra privo di sensi e nonostante Claire convinca Jamie al suo arrivo che tentare di salvarlo sia la cosa più giusta da fare, a nulla servono i suoi tentativi ed egli muore.
Nel frattempo Fergus e il giovane Ian si sbarazzano delle botti clandestine di whisky facendo buoni affari e Ian trova anche il modo di sedurre una giovane che gli piace.
Claire scopre che Jamie mente a Jenny e Ian riguardo al nipote, non rivelando loro che egli lavora per lui, in quanto il giovane continua a scappare di casa e Jamie è convinto che sia meglio scappi per venire da lui piuttosto che cacciarsi in qualche guaio. In questo frangente Claire rivede dopo moltissimi anni Murrey, il quale è davvero stupito di vederla viva.
Mentre il giovane Ian è con la sua spasimante nel retro della tipografia, uno degli scagnozzi di Sir Percival si introduce nella bottega per trovare qualche informazione sul contrabbando e durante una colluttazione col ragazzo dapprima trova i volantini che istigano alla sovversione e dopo causa l'appiccarsi di un incendio, che distruggerà completamente il negozio. Jamie accorre e salva il ragazzo per un pelo, tuttavia una volta fuori apprende la pessima notizia: lo scagnozzo è fuggito con i volantini e presto Sir Percival potrebbe farlo arrestare per tradimento; decide così, su consiglio di Claire, di riportare immediatamente il ragazzo dai suoi genitori a Lallybrooch.
Poco prima della fine appare evidente da un dialogo tra Jamie e Fergus che una delle questioni che lo scozzese tiene ancora nascoste a Claire è l'esistenza di una seconda moglie.
- Durata: 50 minuti
- Guest star: Keith Fleming (Lesley), James Allenby-Kirk (Hayes), Gary Young (Mr. Willoughby), Cyrielle Debreuil (Madame Jeanne), Mark Hadfield (Archibald Campbell), Ian Conningham (Barton), Paul Brightwell (Sir Percival Turner), Ian Reddington (Harry Tompkins), Zoe Barker (Brighid), Alison Pargeter (Margaret Campbell), Calum Cormack (Capitano di vigili del fuoco), Gary French (Sig. Haugh), Robin B. Smith (McDaniel).
- Ascolti USA: telespettatori 1 520 000 – rating 18-49 anni 0,3%[10]

## La prima moglie
- Titolo originale: First Wife
- Diretto da: Jennifer Getzinger
- Scritto da: Joy Blake

### Trama
Claire, Jamie e il giovane Ian fanno ritorno a Lallybroch, dove Jenny accoglie con freddezza e diffidenza la cognata, non capendo come sia potuta sparire così a lungo senza mai nemmeno tentare di scrivere loro; dal canto suo Claire non può dire tutta la verità e si sente in colpa e a disagio per questo.
Durante la prima sera di nuovo a casa, Jamie decide di rivelare a Claire l'esistenza di una seconda moglie, ma viene interrotto poco prima proprio da una ragazza e una bambina che lo chiamano papà, con al seguito...Laoghaire. È lei la seconda moglie di Jamie, ovviamente ne nasce un putiferio soprattutto visti i precedenti tra le due donne. Più tardi Jamie cerca di spiegare alla più piccola delle figlie come stanno le cose e che lui però vorrà sempre bene a lei e sua sorella e si occuperà comunque di loro. 
Inoltre una volta tornato da Claire, durante un'accesa discussione le spiega che le due non sono sue figlie naturali e che Laoghaire era una vedova di due matrimoni con due figlie piccole da crescere quando l'ha rincontrata e per questo ha deciso di sposarla. I due continuano a litigare vivacemente per poi cercare di far pace andando a letto assieme, tuttavia vengono interrotti da Jenny, irritata per il loro comportamento che ha svegliato tutta la casa. Poco dopo Claire viene a sapere che è a causa di Jenny se Laoghaire si è presentata a Lallybroch, ed è stata informata del suo ritorno. Jenny chiaramente non si fida ancora di Claire, la quale decide quindi di svelarle parzialmente la verità sul suo non essere tornata prima, ovvero l'esistenza di un altro marito.
Il mattino dopo Laoghaire, completamente fuori di sé dalla rabbia, si ripresenta con una pistola e minaccia di sparare a Claire, ma quando Jamie si mette in mezzo, viene ferito ad un braccio e la donna fugge via. Fortunatamente Claire sa come intervenire e gli salva la vita evitando che un proiettile colpisca l'arteria. Inoltre quando Jamie si riprende i due parlano meglio del perché lo scozzese sia stato spinto a sposare Laoghaire e Claire si rende conto di quanto non sia stato facile per lui in tutti quegli anni senza di lei.
In seguito Ned fa visita a Lallybroch e spiega a Claire e Jamie che legalmente il secondo matrimonio è nullo, essendo ancora viva la prima moglie, ma che Laoghaire è comunque intenzionata a denunciare Jamie per mancanza di sostentamento, quindi Ned gli consiglia di accordarsi per una cifra che lei richiede come mantenimento per sé e le sue figlie così da evitare il tribunale e anche guai a Laoghaire con la giustizia per aver sparato e posseduto una pistola nonostante sia vietato dalla legge: Jamie non vuole ci rimettano le due ragazze, a cui vuole veramente bene.
Per ottenere la cifra da dare a Laoghaire e non farla pesare sulle spalle di Jenny ed Ian, Jamie decide di recuperare un forziere pieno di pietre preziose che trovò durante la sua breve evasione da Ardsmuir, e portarlo in Francia così da scambiarle con denaro vero tramite l'aiuto di suo cugino Jared. Tuttavia è impossibilitato a nuotare fino all'isola e per questo il giovane Ian si propone di aiutarlo, inoltre Jamie riesce a convincere i suoi genitori che sia meglio portarlo con sé in Francia piuttosto che finire nei guai o in battaglie con gli inglesi.
Purtroppo però durante il recupero del forziere si avvicina all'isola una nave e degli uomini scesi a terra, vedendo Ian lo catturano. Jamie e Claire a terra e troppo lontani, non possono far altro che assistere impotenti alla scena, senza sapere nemmeno dove lo porteranno.
- Durata: 60 minuti
- Guest star: Layla Burns (Joan MacKimmie), Conor McCarry (Jamie Fraser Murray), Cora Tsang (Janet Murray).
- Ascolti USA: telespettatori 1 639 000 – rating 18-49 anni 0,3%[11]

## Calma piatta
- Titolo originale: The Doldrums
- Diretto da: David Moore
- Scritto da: Shannon Goss

### Trama
Jamie e Claire si imbarcano con l'aiuto del cugino Jared alla volta della Giamaica, luogo dove dovrebbe essere diretta la nave che ha catturato il giovane Ian. Nell'equipaggio sono presenti anche Mr. Willoughby e Fergus, oltre che vari scozzesi vecchi amici e fedeli a Jamie; inoltre si scopre ben presto che è a bordo anche Marsali, la figlia maggiore di Laoghaire, la quale si è unita in un rito di promesse di matrimonio con Fergus. Jamie inizialmente non è affatto contento di questa cosa e sentendosi come un padre a tutti gli effetti sia per la ragazza che per Fergus, è abbastanza severo nei loro confronti. 
Durante il viaggio i marinai si dimostrano molto superstiziosi e quando accadono vari incidenti e sfortune, tra cui la contaminazione dell'acqua nelle botti e la totale assenza di vento per settimane e settimane, la loro pazienza è messa a dura prova, tanto da voler cercare a tutti i costi un capro espiatorio che abbia portato sfortuna.
Fortunatamente Mr. Willoughby riesce a calmare gli animi e poco dopo tornano il vento e soprattutto la pioggia. Tuttavia la tranquillità a bordo è assai breve, infatti il Capitano avvista una nave inglese e sono costretti dalla legge a rispondere al loro segnale e farsi abbordare. Inizialmente temono che gli inglesi vogliano reclutare uomini per la loro flotta, ma quando il sostituto Capitano sale sulla loro nave apprendono che il loro equipaggio è stato colpito da un'epidemia che sembrerebbe essere tifo, e che chiedono solo assistenza medica. Claire capisce dalla descrizione del luogotenente che si tratta in realtà di Febbre tifoidea, leggermente diversa dal tifo vero e proprio e non potendosi ammalare in quanto vaccinata, decide di andare a visitare i malati di persona. Dapprima Jamie vorrebbe dissuaderla, ma lei lo tranquillizza: andrà solo a visitarli e tornerà presto a bordo.
Le cose non vanno però come previsto, una volta salita sulla nave inglese ed aver visitato una prima volta i malati Claire spiega al sostituto Capitano che la cosa importante è la tempestività nell'intervenire, così questi decide di sequestrare Claire, obbligandola a restare a bordo contro la sua volontà, rivelandole che anche loro sono diretti in Giamaica e che ha comunicato al Capitano della sua nave che la rilascerà non appena faranno attracco al punto di arrivo, ma che lei dovrà occuparsi dei malati in prima persona durante il viaggio. Detto questo la nave inglese riprende il mare, allontanandosi dall'imbarcazione su cui si trova Jamie.
- Durata: 56 minuti
- Guest star: Keith Fleming (Lesley), James Allenby-Kirk (Hayes), Gary Young (Mr. Willoughby), Charlie Hiett (Capitano Leonard), Albie Marber (Elias Pound), Nigel Betts (Aloysius Murphy), Robert Cavanah (Jared Fraser), Karl Thaning (Secondo ufficiale Warren), Russell Crous (Ufficiale Baxley), Nic Rasenti (Hogan), Cameron Robertson (Manzetti), Gustav Gerdener (Seaman Jones), Lawrence Joffe (Bernard Cosworth), Nathan Lynn (Joe Howard).
- Ascolti USA: telespettatori 1 492 000 – rating 18-49 anni 0,3%[12]

## Cielo e terra
- Titolo originale: Heaven and Earth
- Diretto da: David Moore
- Scritto da: Luke Schelhaas

### Trama
Durante il suo soggiorno sull'imbarcazione inglese Claire stringe amicizia con un ragazzo molto giovane, Elias, che ha il compito di aiutarla mentre cura i malati. Le cure inizialmente non sembrano sortire effetto, fino a quando fortunatamente Claire riesce a capire chi sia il portatore, il quale lavora proprio nelle cucine, così la situazione si ristabilisce e migliora.
Nel frattempo Jamie viene messo in cella dal Capitano dell'Artemis, perché non accetta che questi abbia preso di nascosto accordi con il Capitano inglese sulla permanenza di Claire sulla loro nave. Lo scozzese cerca di convincere Fergus ad aiutarlo ad evadere e tentare un ammutinamento, anche ricattandolo sulla benedizione per il matrimonio con Marsali, ma il ragazzo capisce che quest'idea sarebbe un suicidio e che metterebbe in pericolo la stessa ragazza, così si rifiuta di aiutare Jamie, nonostante questo ne provochi l'ira.
Claire invece scopre che tra l'equipaggio inglese c'è anche l'agente di Sir Percival, che aveva scoperto le attività sovversive di Jamie ad Edimburgo e leggendo il diario di bordo, la donna capisce che egli ha riconosciuto Jamie quando hanno attraccato l'Artemis e che ha raccontato tutto al Capitano Inglese, il quale è tenuto a riferire la vicenda alle autorità una volta giunti in Giamaica: il piano è proprio quello di usare Claire come esca per attirarlo, è così che Claire capisce di dover scappare per avvertirlo del pericolo in qualche modo.
Fortunatamente stringe un legame con Annekje Johansen, la donna che si occupa delle capre sulla nave, che decide di aiutarla e tenta inizialmente di farla fuggire durante una sosta per far pascolare le capre; purtroppo in questo caso le due donne non riescono nel loro intento.
Intanto Jamie, dopo aver riflettuto e parlato a quattr'occhi con Marsali, capisce le motivazioni che hanno spinto Fergus a non aiutarlo per l'ammutinamento e dopo essere stato liberato dal Capitano, a cui dà la propria parola di non creare problemi, dà la propria benedizione per il matrimonio definitivo tra i due giovani, che a quanto pare si amano davvero.
Infine Claire, con l'aiuto di Annekje, riesce a rubare una botte di legno decide di gettarsi nell'oceano quando la nave inglese si avvicina a un'isola.
- Durata: 57 minuti
- Guest star: Keith Fleming (Lesley), James Allenby-Kirk (Hayes), Gary Young (Mr. Willoughby), Ian Reddington (Harry Tompkins), Charlie Hiett (Capitano Leonard), Albie Marber (Elias Pound), Nigel Betts (Aloysius Murphy), Karl Thaning (Secondo ufficiale Warren), Russell Crous (Ufficiale Baxley), Nic Rasenti (Hogan), Cameron Robertson (Manzetti), Gustav Gerdener (Seaman Jones), Lawrence Joffe (Bernard Cosworth), Chanelle De Jager (Annekje Johansen), Matt Newman (Signor Overholt), Nathan Lynn (Joe Howard), Godfrey Johnson (Velaio).
- Ascolti USA: telespettatori 1 234 000 – rating 18-49 anni 0,3%[13]

## Straniera in terra straniera
- Titolo originale: Uncharted
- Diretto da: Charlotte Brandström
- Scritto da: Karen Campbell e Shannon Goss

### Trama
Claire purtroppo perde i sensi durante la sua fuga nell'oceano e viene trasportata alla deriva, lontana dall'isola che aveva avvistato dalla nave. Si trova così in un territorio completamente sconosciuto, selvatico e apparentemente disabitato, dove deve fare i conti con la mancanza d'acqua, il calore fortissimo del sole di giorno, il freddo pungente durante la notte e vari animali tra cui insetti e serpenti. Fortunatamente dopo un estenuante cammino verso l'interno della zona, Claire, svenuta, viene trovata dal cane di alcuni abitanti del luogo; quando riprende conoscenza, si ritrova legata a un letto e una donna che le parla in spagnolo, con la quale quindi ovviamente non riesce a comunicare, poco dopo però fa la conoscenza del padrone del cagnolino che l'ha salvata: Padre Fogden e scopre di essere sull'isola di Santo Domingo, non molto lontana quindi dalla Giamaica. Nonostante Claire sostenga più volte di sentirsi meglio, il prete è molto dubbioso sulla sua capacità di affrontare un viaggio a piedi per raggiungere il porto da cui imbarcarsi. 
Durante il suo soggiorno sull'isola, Claire viene a conoscenza della storia di Padre Fogden, egli era un prete inglese salpato per Cuba, dove era diretto a scopi di predica e assistenza ai poveri, ma lì conobbe una locale: Ermenegilda, e i due si innamorarono subito profondamente, tuttavia la loro storia era impedita dal ruolo canonico di lui e dal matrimonio di lei, e così il giorno in cui gli inglesi occuparono l'isola durante il trambusto fuggirono con una barca fino a quell'isola; ma poco dopo il loro arrivo Ermenegilda si ammalò e morì, così ora il prete vive là con la madre della sua amata, Mamacita, la donna di lingua spagnola che si è occupata di Claire nei giorni precedenti. Mamacita tratta con sgarbo Claire, temendo che il genero voglia sostituire e dimenticarsi di sua figlia. 
Così quando il giorno dopo, ella rincasa raccontando che un uomo cinese di un equipaggio dall'altro lato dell'isola ha ucciso una delle loro capre, e Claire intuendo che potrebbe trattarsi di Mr. Willoughby, chiede indicazioni, la donna non esita a indirizzarla verso la spiaggia, contenta di liberarsene.
Si tratta effettivamente di Jamie e del suo equipaggio, che dopo essersi scontrati con delle secche e aver perso parte della ciurma, tra cui anche il capitano, ha attraccato proprio su quell'isola, per riparare l'albero maestro e altre parti della nave. Claire corre verso la spiaggia e quando arriva vede che la nave sta già salpando, fortunatamente riesce a fare dei segnali di luce e a farsi notare, così Jamie si precipita nuovamente a terra e i due si ritrovano ancora una volta.
Prima di ripartire definitivamente per la Giamaica, Jamie dopo aver saputo che Claire è stata accolta da un prete, propone che si celebri finalmente il matrimonio di Fergus e Marsali. Così chiedono a Padre Fogden di celebrare la loro unione, durante la quale si sancisce anche ufficialmente il rapporto di filialità di Fergus verso Jamie e Claire, al momento in cui viene chiesto dal parroco il cognome del ragazzo che effettivamente non ne ha mai avuto uno e Jamie lo nomina "Fergus Claudel Fraser", con somma riconoscenza e felicità del giovane.
Finite le nozze, il gruppo si rimette in viaggio alla volta della Giamaica e del giovane Ian, ancora disperso.
- Durata: 57 minuti
- Guest star: Keith Fleming (Lesley), James Allenby-Kirk (Hayes), Gary Young (Mr. Willoughby), Nick Fletcher (Padre Fogden), Vivi Lepori (Mamacita), Russell Crous (Ufficiale Baxley), Nic Rasenti (Hogan), Cameron Robertson (Manzetti).
- Ascolti USA: telespettatori 1 402 000 – rating 18-49 anni 0,3%[14]

## La Bakra
- Titolo originale: The Bakra
- Diretto da: Charlotte Brandström
- Scritto da: Luke Schelhaas

### Trama
In questo episodio viene mostrato ciò che è accaduto al giovane Ian una volta catturato dalla nave dei portoghesi: egli è stato condotto in Giamaica, dove altri ragazzi sono tenuti prigionieri in una fossa e parlano di una certa "Bakra", da cui i loro compagni di cella sono stati portati, senza mai fare ritorno.
Di lì a poco il ragazzo scopre chi è questa Bakra, ovvero una signora scozzese come lui: in realtà non si tratta che di Geillis, misteriosamente sopravvissuta al rogo.
La donna sta cercando uno degli zaffiri presenti nello scrigno del tesoro sull'isola, e dal racconto del giovane pensa che sia proprio Jamie a possederlo. Il motivo per cui vuole questo diamante è che si tratta del terzo di una serie, che gli permetterà di ottenere una profezia sul ritorno di un re scozzese in Inghilterra; a suo servizio infatti lavorano proprio la coppia di veggenti, fratello e sorella, che Claire aveva conosciuto ad Edimburgo: i Campbell.
Nel frattempo Jamie e Claire giungono finalmente in Giamaica e riescono a precedere l'arrivo di Leonard, il Capitano della Focena, la nave inglese su cui era stata Claire. La coppia inizia subito le ricerche per il nipote, recandosi anche al mercato degli schiavi, visita che reca non pochi problemi a Claire, la quale non è abituata a questa mentalità e che cerca per questo di aiutare anche uno degli schiavi in vendita, acquistandolo, ma con l'intenzione di liberarlo quanto prima.
La sera stessa Jamie decide di recarsi al ballo del Governatore, in quanto ha saputo che questi ha comprato degli schiavi dalla stessa nave su cui si trovava Ian. È qui che scopre l'identità del governatore: Lord John Grey, il suo vecchio amico ufficiale inglese, che sta crescendo suo figlio Willie. Il Governatore, dopo aver ascoltato il loro racconto, si dichiara ben disposto a fare qualunque cosa per aiutarli e si scopre anche che egli possiede ancora il terzo zaffiro, datogli da Jamie anni prima dopo il suo tentativo di fuga.
Le sorprese non sono finite, infatti anche Claire rivede qualcuno dopo molto tempo: Geillis, presente anch'essa al ballo, si fa notare dall'amica e le racconta di come sia sfuggita al rogo anni prima e di come, dopo Culloden, sposò un proprietario terriero delle colonie, dove adesso è conosciuta come la signora Abenathy di Rose Hall. La donna però non rivela a Claire di aver catturato lei suo nipote, anche dopo che questa le racconta di starlo cercando. Quando durante la serata Geillis nota indosso al Governatore la pietra che sta cercando, fa di tutto perché questi si faccia leggere il futuro da Margaret Campbell, che finalmente, in possesso di tutte e tre gli zaffiri, può fare la profezia sul re scozzese: ella predice che solo dopo il sacrificio di un bambino di 200 anni potrà verificarsi il tanto atteso ritorno al trono. Ovviamente la profezia non soddisfa Geillis, la quale lascia il ballo spazientita, ma determinata a decifrare queste nuove informazioni.
Intanto il capitano Leonard fa il suo arrivo al palazzo del Governatore. Fergus lo vede e riesce ad avvertire per tempo Jamie e Claire, i quali, dopo aver scoperto le menzogne di Geillis, si mettono immediatamente in viaggio in carrozza verso Rose Hall, dove dovrebbe essere Ian. Purtroppo il Capitano inglese li vede lasciare il palazzo e si precipita al loro inseguimento. È così che Jamie viene catturato e portato via dalle truppe inglesi, lasciando a Claire le poche cose che possiede e raccomandandosi di ritrovare il giovane Ian.
- Durata: 54 minuti
- Guest star: Keith Fleming (Lesley), James Allenby-Kirk (Hayes), Gary Young (Mr. Willoughby), Mark Hadfield (Archibald Campbell), Alison Pargeter (Margaret Campbell), Charlie Hiett (Capitano Leonard), James McAnerney (Kenneth MacIver), Muireann Kelly (Rosie MacIver), Shonagh Price (ospite femminile), Isobella Hubbard (giovane donna), Nic Rasenti (Hogan), Cameron Robertson (Manzetti), Apolinhalo Antonio (Hercules), Joel Rosenblatt (Henry), Matthew Dylan Roberts (banditore), Morné Visser (schiavista britannico), Milton Schorr (commerciante di schiavi), Greg Parves (acquirente di schiavi), Ben Kgosimore (valletto), Kgaugelo Madisha (schiava femminile marchiata), Thapelo Sebogodi (Temeraire), Adrian Collins (Diogo), Victor Kalambai (Abeeku), Laudo Liebenberg (Erasmo).
- Ascolti USA: telespettatori 1 509 000 – rating 18-49 anni 0,3%[15]

## Nel cuore della tempesta
- Titolo originale: Eye of the Storm
- Diretto da: Matthew B. Roberts
- Scritto da: Matthew B. Roberts e Toni Graphia

### Trama
Subito dopo l'arresto di Jamie da parte degli uomini del capitano Leonard, Claire si reca alla residenza di Geillis, fingendo di cercare rifugio dalle guardie e senza svelarle di essere a conoscenza del suo coinvolgimento nel rapimento del nipote Ian.
Geillis da parte sua è convinta che Claire menta e sappia tutto riguardo alla profezia e agli zaffiri del tesoro, ma si sbaglia. Così durante una discussione tra le due, Claire rivela alla donna di aver avuto una figlia da Jamie ed essere tornata nel futuro, dove è rimasta negli ultimi venti anni, e per farsi credere le mostra delle foto di Bree: è allora che Geillis, non solo si ricorda di averla già conosciuta, ma capisce anche che il bambino di 200 anni di cui parla la profezia è proprio lei, concepita nel '700 e cresciuta nel '900 appunto. 
Ovviamente Geillis non dice nulla a Claire, ma decide in cuor suo di andare a cercarla e ucciderla, per far sì che la profezia si avveri; con Claire che finge vada tutto bene, Geillis le dà ospitalità per la notte, ma Claire è intenzionata a cercare Ian di nascosto.
Nel frattempo Fergus e Marsali capiscono che Jamie è stato arrestato e per questo chiedono aiuto a Lord John, il quale in nome del loro vecchio rapporto fa valere la propria autorità di Governatore e lo fa rilasciare immediatamente, congedando il suo vecchio amico e augurandogli buona fortuna.
Jamie così accorre in aiuto di Claire a Rose Hall, dove seguono il rumore dei tamburi e dove Claire assiste a delle danze tribali, i cui movimenti sono identici a quelli delle danzatrici di Craigh 'Na Dun e lì ritrovano Yi Tien Cho, che innamoratosi di Margaret vuole fuggire con lei; quest'ultima appena vede Jamie e Claire fa delle strane predizioni, impossessata dal suo dono, e sembra conoscere episodi passati della loro vita, in più a un certo punto sembra sia Brianna a parlar loro attraverso la donna. Poco dopo giunge il fratello di Margaret, il signor Campbell, che vuole portarla via e continuare a sfruttare le sue doti di veggente come ha fatto fino ad allora, schiavizzandola, ma Yi Tien Cho interviene per salvare la donna che ama e colpisce mortalmente l'uomo, che viene poi dissanguato dagli indigeni locali. 
Prima di questo Jamie riesce ad estorcergli informazioni su dove Geillis avrebbe portato il giovane Ian: si tratta di Abandawe, il luogo di cui Padre Fogden ha parlato a Claire, un posto "dove le persone spariscono" e che effettivamente assomiglia a Craigh 'Na Dun. Quando la coppia raggiunge il posto trovano Geillis, pronta a sacrificare il giovane Ian, perché convinta che un sacrificio umano sia l'unico modo per attraversare il passaggio, qui un lago sotto la grotta, e decisa ad andare nel futuro in cerca di Brianna. Mentre Jamie affronta la guardia di Geillis, Claire cerca di convincere la donna, la quale però non vuole sentir ragioni e per questo è costretta ad ucciderla tagliandole la gola. Una volta slegato Ian, i tre fuggono via ed è allora che Claire capisce che lo scheletro, che anni dopo il suo collega medico le mostrerà di una donna decapitata in una grotta dei Caraibi, appartiene proprio a Geillis, che lei ha appena assassinato.
L'equipaggio può mettersi in viaggio e tutto sembra procedere bene e tranquillo, quando una tempesta fortissima si abbatte su di loro, distruggendo varie parti della nave e facendo loro perdere il controllo di essa.
Tutti si rifugiano sotto coperta, ma Claire e Jamie non fanno in tempo, così, quando un'onda enorme si abbatte su di loro, Claire viene sbattuta fuori dalla nave, in pieno oceano e rischia di affogare: Jamie si tuffa subito in acqua per salvarla, ma anche una volta riemersi la donna sembra non riprendere conoscenza. Ben presto i due sono entrambi svenuti e si risvegliano solo una volta a riva, dove una famiglia, gli Oliver, comunicano loro che la loro nave è naufragata dall'altro lato del luogo e che ci sono stati dei sopravvissuti. Inoltre i tre comunicano a Claire e Jamie che non si trovano su nessun'isola: sono approdati sul continente, in Georgia.
- Durata: 54 minuti
- Guest star: Keith Fleming (Lesley), James Allenby-Kirk (Hayes), Gary Young (Mr. Willoughby), Mark Hadfield (Archibald Campbell), Alison Pargeter (Margaret Campbell), Charlie Hiett (Capitano Leonard), Russell Crous (Ufficiale Baxley), Nic Rasenti (Hogan), Cameron Robertson (Manzetti), Apolinhalo Antonio (Hercules), Joel Rosenblatt (Henry), Victor Kalambai (Abeeku), Patrick Lavisa (Atlas), Mbulelo Grootboom (Visitatore), Mark Elderkin (Ufficiale dell'esercito), Hope Thangata (Schiavo), Avumile Qongo (Schiava domestica), Brett Williams (Signor Oliver), Jessica Walsh (Lucille Oliver), Nandi Horak (Signora Oliver).
- Ascolti USA: telespettatori 1 427 000 – rating 18-49 anni 0,3%[16]